# Рондо, Рэджон
Рэ́джон Пьер Ро́ндо (англ. Rajon Pierre Rondo; род. 22 февраля 1986 года в Луисвилле, штат Кентукки) — американский профессиональный баскетболист. Был выбран под 21-м номером на драфте НБА 2006 года командой «Финикс Санз» и сразу обменян в «Бостон Селтикс». Двукратный чемпион НБА (2008 — «Бостон Селтикс», 2020 — «Лос-Анджелес Лейкерс»). В 2004 году вошёл в символическую сборную лучших игроков чемпионата США среди школьников, в 2007 году был включён во вторую сборную новичков НБА, в 2009 и 2010 годах был включён соответственно во вторую и первую сборные всех звёзд защиты НБА.

## Карьера

### Ранние годы
Рондо родился 22 февраля 1986 года в Луисвилле, штат Кентукки. Он мало общался с отцом, который оставил семью, когда ему было семь лет. Чтобы содержать семью, мать работала в табачной компании Philip Morris. Первоначально Рондо занимался американским футболом, но мать убедила его начать заниматься баскетболом. После того, как Рондо стал серьезно относиться к баскетболу, он играл в Восточной средней школе Луисвилла в течение трех лет, где его тренером был Дуг Бибби. Во время своего первого года в Восточной средней школе, он набирал в среднем 27,9 очков, 10,0 подборов и 7,5 передач, за что получил много наград. Дальше он перешёл Oak Hill Akademy , где он набирал в среднем 21,0 очков за игру, 3.0 подборов в среднем за игру и 12,0 передачи за игру. 2004 году и набрал в общей сложности 14 очков, 4 передачи и 4 подбора в All-Star Game. Он также участвовал в 2004 году в Jordan Capital Classic Game. Он закончил свою карьеру в Oak Hill Akademy, как лидер передач за один сезон с 494 передачами.
Рондо поступил в Университет Кентукки. Он закончил свой первый год в университете с результатами 8,1 очков, 2,9 подборов, 3,5 передачи и 2,6 перехвата.
На втором курсе Рондо набирал в среднем 11,2 очков, 6,1 подборов, 4,9 передачи и 2,1 перехвата за игру. В 2005 Рондо также был вызван в сборную США до 21 года на чемпионат мира. Рондо набирал в среднем 11,0 очка и 4,5 передач в восьми игр турнира, получив большое внимание скаутов НБА. Сборная США завоевала золотую медаль на Всемирных играх, проходивших в штате Техас в конце июля.

### Первый сезон
После сезона 2005-06 в NCAA, Рондо объявил, что хочет начать выступать в НБА. Рондо был заявлен под двадцать первым пиком, и выбран Финикс Санз, но был обменян в Бостон Селтикс. Он стал первым выбранным разыгрывающим на драфте.
В своем дебютном сезоне в НБА, Рондо играл вспомогательную роль. Он выходил в старте только в 25 играх этого сезона. Он дебютировал в регулярном сезоне НБА 1 ноября 2006 года в домашнем матче против Нью-Орлеан Хорнетс. Выходя со скамейки, он сумел набрать 23 очка в матче с Торонто Рэпторс, и сделать свой первый в карьере дабл-дабл в гостевой проигранной игре против Вашингтон Уизардс. После того, как Рондо начал выходить в стартовом составе, он стал получать больше игрового времени и показывать улучшения. В середине сезона, его результативность начала расти. Благодаря результатам Рондо, его взяли во вторую команду новичков. Он закончил сезон с показателями 6,4 очка и 3,8 передач, а также он вошёл в первую десятку НБА по перехватам (128). Бостон Селтикс закончил сезон с результатами 24-58 и не смогли квалифицироваться в плей-офф.

### Сезон 2007/2008 и победа в чемпионате

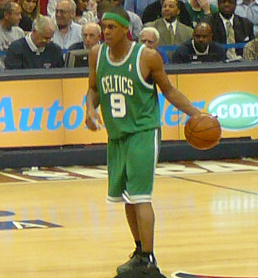
Рондо в мае 2008 года

Регулярный сезон: В межсезонье 2007-08 Делонте Уэст и Себастьян Телфэйр были обменяны на других игроков. Окруженный звездами Кевином Гарнеттом, Полом Пирсом и Рэйем Алленом, Рондо быстро стал постоянным игроком основы. В 77 играх, он в среднем набирал 10,6 очков за игру, 5.1 передачи и 4,2 подбора. В игре против Нью-Джерси Нетс, Рондо травмировал спину в конце третьей четверти, из-за чего пропустил 4 игры. Во время перерыва на Матч всех звёзд НБА, он был выбран, чтобы играть в команде второгодников. После Матча всех звезд, Рондо записал лучший результат в карьере (16 передач) в домашнем матче против Шарлотт Бобкэтс. Несмотря на неплохой сезон Рондо, было много разговоров о необходимости Бостона в ветеране разыгрывающем. В марте Селтикс подписали ветерана разыгрывающего Сэма Кассела в качестве свободного агента.
Плей-офф: После регулярного сезона, Рондо попал в первую пятерку самых прогрессирующих игроков года. Рондо дебютировал в плей-офф 20 апреля 2008 года против Атланта Хокс и закончил игру с показателями 15 очков, 9 передач, 2 перехвата. Селтикс завершили серию в семи играх, обыграли Кливленд в следующем раунде, а затем победил Пистонс в финале Восточной конференции. В финале против Лос-Анджелес Лейкерс, Рондо достиг лучшего результата в Плей-офф (16 передач во второй игре). В третьей игре финала, Рондо покинул паркет в третьей четверти. Травмы лодыжки не помешала Рондо в конечном счете вернуться к четвёртой игре. В шестой игре, разыгрывающий сделал 6 перехватов, а Селтикс победили Лейкерс 4-2, дав Рондо его первый чемпионский перстень.

### Даллас Маверикс (2014—2015)
18 декабря 2014 года «Селтикс» отправил Рондо вместе с Дуайтом Пауэллом в «Даллас Маверикс», взамен на Джей Крудера, Джамира Нельсона, Брендона Райта, и выборы в первом раунде 2015 года и втором раунде 2016 года.

### Сакраменто Кингз (2015—2016)
13 июля 2015 года подписал однолетний контракт на сумму 10 млн долларов с «Сакраменто Кингз». В сезоне 2015/16 провёл 72 игры, в среднем за 35,2 минуты набирая 11,9 очка и делая 11,7 передачи, 6,0 подбора и 2,0 перехвата. Рондо третий раз в карьере стал лучшим по среднему количеству передач в сезоне и первый раз по общему количеству (839). Рондо сделал 6 трипл-даблов, установив рекорд для игроков «Сакраменто Кингз» в одном сезоне.

### Чикаго Буллз (2016—2017)
7 июля 2016 года подписал двухлетний контракт с «Чикаго Буллз» на сумму 28 млн долларов. В регулярном сезоне провёл 69 матчей, играя в среднем по 26,7 минуты — меньше Рондо играл только в своём дебютном сезоне в «Селтикс». 21 апреля 2017 года во втором матче первой серии плей-офф против «Бостона» Рондо сломал большой палец на правой руке и выбыл до конца сезона. «Буллз» выиграли первые два матча серии, но затем без Рондо уступили в 4 подряд играх и выбыли. 30 июня 2017 года Рондо был отчислен из «Буллз».

### Нью-Орлеан Пеликанс (2017—2018)

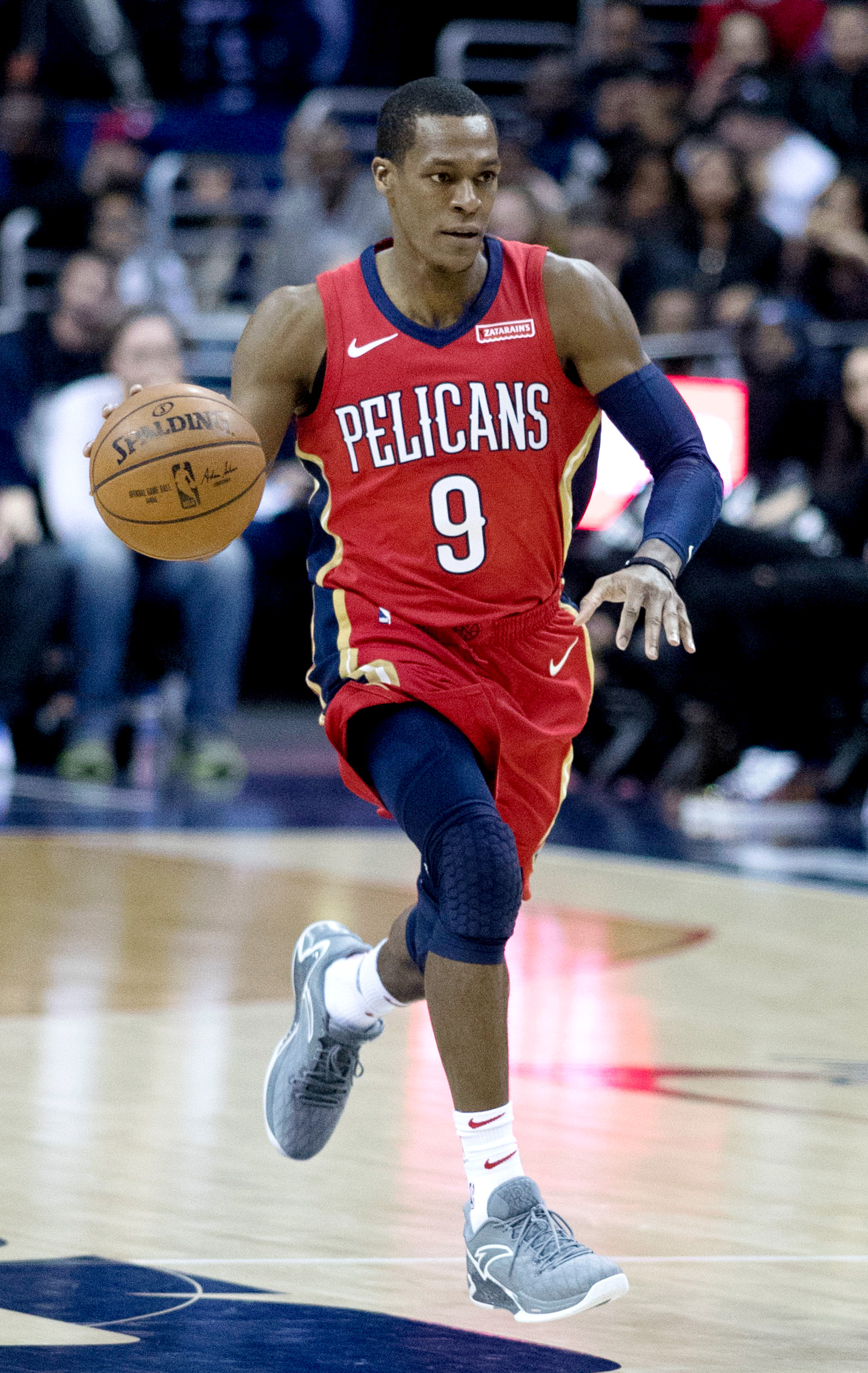
19 декабря 2017 года

19 июля 2017 года подписал однолетний контракт на сумму 3,3 млн долларов с «Нью-Орлеан Пеликанс». 27 декабря 2017 года сделал 25 передач в матче против «Бруклин Нетс», установив рекорд в истории «Пеликанс». Рондо стал первый игроком НБА в XXI веке, кому удалось сделать не менее 25 передач в одной игре, последний раз это удавалось Джейсону Кидду в 1996 году.
В первом матче плей-офф против «Портленда» (победа 97-95) сделал 17 передач, повторив рекорд в истории «Пеликанс». Во втором матче серии набрал 16 очков и сделал 10 подборов и 9 передач (победа «Пеликанс» 111-102). В 4-м матче серии сделал 16 передач, и «Нью-Орлеан» всухую выиграл серию. Во втором раунде в третьей игре против Голден Стэйт Уорриорз сделал 21 передачу, установив рекорд «Пеликанс», но в итоге «Пеликанс» проиграл серию в 5 матчах.

### Лос-Анджелес Лейкерс (2018—2020)
6 июля 2018 года подписал однолетний контракт на 9 млн долларов с «Лос-Анджелес Лейкерс», где рассматривал Рондо в качестве наставника и помощника молодого Лонзо Болла. Дебютировал за новый клуб 18 октября 2018 года в матче против «Портленд Трэйл Блэйзерс», набрав 13 очков и сделав 11 передач. 20 октября 2018 года, в своей второй игре за «Лейкерс», в игре против «Хьюстон Рокетс» подрался с Крисом Полом и был дисквалифицирован на три матча. 14 ноября 2018 года сломал правую руку в матче против «Портленда» и выбыл на пять недель. Вернулся на площадку 21 декабря 2018 года в игре против «Пеликанс» (8 очков, 9 передач и 4 подбора).
Выиграв титул чемпиона НБА в 2020 году, Рондо стал первым в истории баскетболистом, которому удалось стать чемпионом и в составе «Бостон Селтикс», и в составе «Лос-Анджелес Лейкерс» (в составе «Бостон Селтикс» и «Миннеаполис Лейкерс» чемпионом становился Клайд Лавлетт) так же подрался с Крисом Полом.

### Атланта Хокс (2020—2021)
23 ноября 2020 года Рондо подписал двухлетний контракт с клубом «Атланта Хокс». 28 декабря 2020 года провёл первый матч за «Хокс», набрав 12 очков и сделав 8 передач в игре против «Детройта» (128-120). Всего сыграл за «Атланту» 27 матчей, набирая 3,9 очка за 14,9 минуты на площадке.

### Лос-Анджелес Клипперс
25 марта 2021 года был обменян в «Клипперс» на 34-летнего Лу Уильямса, два права выбора во втором раунде драфта и денежную компенсацию. 4 апреля 2021 года дебютировал в новой команде в победном матче против «Лейкерс» (104-86), набрав 2 очка за 13 минут. 8 апреля набрал 15 очков и сделал 9 передач, выйдя со скамейки в игре с «Финикс Санз» (113-103).

### Возвращение в Лейкерс (2021–2022)
31 августа 2021 года Рондо подписал однолетнее соглашение о возвращении в «Лейкерс».

### Кливленд Кавальерс (2022)
3 января 2022 года Рондо стал игроком «Кливленд Кавальерс» в результате трехстороннего обмена с участием «Лос-Анджелес Лейкерс» и «Нью-Йорк Никс». 
2 апреля 2024 года Рондо объявил о завершении карьеры.

## Статистика

### Статистика в НБА
| Сезон                                                                                    | Команда    | Регулярный сезон | Регулярный сезон | Регулярный сезон | Регулярный сезон | Регулярный сезон | Регулярный сезон | Регулярный сезон | Регулярный сезон | Регулярный сезон | Регулярный сезон | Регулярный сезон | Серия плей-офф | Серия плей-офф | Серия плей-офф | Серия плей-офф | Серия плей-офф | Серия плей-офф | Серия плей-офф | Серия плей-офф | Серия плей-офф | Серия плей-офф | Серия плей-офф |
| Сезон                                                                                    | Команда    | GP               | GS               | MPG              | FG%              | 3P%              | FT%              | RPG              | APG              | SPG              | BPG              | PPG              | GP             | GS             | MPG            | FG%            | 3P%            | FT%            | RPG            | APG            | SPG            | BPG            | PPG            |
| ---------------------------------------------------------------------------------------- | ---------- | ---------------- | ---------------- | ---------------- | ---------------- | ---------------- | ---------------- | ---------------- | ---------------- | ---------------- | ---------------- | ---------------- | -------------- | -------------- | -------------- | -------------- | -------------- | -------------- | -------------- | -------------- | -------------- | -------------- | -------------- |
| 2006/07                                                                                  | Бостон     | 78               | 25               | 23,5             | 41,8             | 20,7             | 64,7             | 3,7              | 3,8              | 1,6              | 0,1              | 6,4              | Не участвовал  | Не участвовал  | Не участвовал  | Не участвовал  | Не участвовал  | Не участвовал  | Не участвовал  | Не участвовал  | Не участвовал  | Не участвовал  | Не участвовал  |
| 2007/08                                                                                  | Бостон     | 77               | 77               | 29,9             | 49,2             | 26,3             | 61,1             | 4,2              | 5,1              | 1,7              | 0,2              | 10,6             | 26             | 26             | 31,9           | 40,7           | 25,0           | 69,1           | 4,1            | 6,6            | 1,7            | 0,3            | 10,2           |
| 2008/09                                                                                  | Бостон     | 80               | 80               | 33,0             | 50,5             | 31,3             | 64,2             | 5,2              | 8,2              | 1,9              | 0,1              | 11,9             | 14             | 14             | 41,2           | 41,7           | 25,0           | 65,7           | 9,7            | 9,8            | 2,5            | 0,2            | 16,9           |
| 2009/10                                                                                  | Бостон     | 81               | 81               | 36,6             | 50,8             | 21,3             | 62,1             | 4,4              | 9,8              | 2,3              | 0,1              | 13,7             | 24             | 24             | 40,6           | 46,3           | 37,5           | 59,6           | 5,6            | 9,3            | 1,9            | 0,1            | 15,8           |
| 2010/11                                                                                  | Бостон     | 68               | 68               | 37,2             | 47,5             | 23,3             | 56,8             | 4,4              | 11,2             | 2,3              | 0,2              | 10,6             | 9              | 9              | 38,4           | 47,7           | 0,0            | 63,2           | 5,4            | 9,6            | 1,1            | 0,0            | 14,0           |
| 2011/12                                                                                  | Бостон     | 53               | 53               | 36,9             | 44,8             | 23,8             | 59,7             | 4,8              | 11,7             | 1,8              | 0,1              | 11,9             | 19             | 19             | 42,7           | 46,8           | 26,7           | 69,6           | 6,7            | 11,9           | 2,4            | 0,1            | 17,3           |
| 2012/13                                                                                  | Бостон     | 38               | 38               | 37,4             | 48,4             | 24,0             | 64,5             | 5,6              | 11,1             | 1,8              | 0,2              | 13,7             | Не участвовал  | Не участвовал  | Не участвовал  | Не участвовал  | Не участвовал  | Не участвовал  | Не участвовал  | Не участвовал  | Не участвовал  | Не участвовал  | Не участвовал  |
| 2013/14                                                                                  | Бостон     | 30               | 30               | 33,3             | 40,3             | 28,9             | 62,7             | 5,5              | 9,8              | 1,3              | 0,1              | 11,7             | Не участвовал  | Не участвовал  | Не участвовал  | Не участвовал  | Не участвовал  | Не участвовал  | Не участвовал  | Не участвовал  | Не участвовал  | Не участвовал  | Не участвовал  |
| 2014/15                                                                                  | Бостон     | 22               | 22               | 31,8             | 40,5             | 25,0             | 33,3             | 7,5              | 10,8             | 1,7              | 0,1              | 8,3              | Не участвовал  | Не участвовал  | Не участвовал  | Не участвовал  | Не участвовал  | Не участвовал  | Не участвовал  | Не участвовал  | Не участвовал  | Не участвовал  | Не участвовал  |
| 2014/15                                                                                  | Даллас     | 46               | 46               | 28,7             | 43,6             | 35,2             | 45,2             | 4,5              | 6,5              | 1,2              | 0,1              | 9,3              | 2              | 2              | 18,6           | 45,0           | 50,0           | -              | 1,0            | 3,0            | 0,0            | 0,0            | 9,5            |
| 2015/16                                                                                  | Сакраменто | 72               | 72               | 35,2             | 45,4             | 36,5             | 58,0             | 6,0              | 11,7             | 2,0              | 0,1              | 11,9             | Не участвовал  | Не участвовал  | Не участвовал  | Не участвовал  | Не участвовал  | Не участвовал  | Не участвовал  | Не участвовал  | Не участвовал  | Не участвовал  | Не участвовал  |
| 2016/17                                                                                  | Чикаго     | 69               | 42               | 26,7             | 40,8             | 37,6             | 60,0             | 5,1              | 6,7              | 1,4              | 0,2              | 7,8              | 2              | 2              | 33,7           | 42,3           | 0,0            | 50,0           | 8,5            | 10,0           | 3,5            | 0,5            | 11,5           |
| 2017/18                                                                                  | Нью-Орлеан | 65               | 63               | 26,2             | 46,8             | 33,3             | 54,3             | 4,0              | 8,2              | 1,1              | 0,2              | 8,3              | 9              | 9              | 33,6           | 41,3           | 42,1           | 64,3           | 7,6            | 12,2           | 1,4            | 0,2            | 10,3           |
| 2018/19                                                                                  | Лейкерс    | 46               | 29               | 29,8             | 40,5             | 35,9             | 63,9             | 5,3              | 8,0              | 1,2              | 0,2              | 9,2              | Не участвовал  | Не участвовал  | Не участвовал  | Не участвовал  | Не участвовал  | Не участвовал  | Не участвовал  | Не участвовал  | Не участвовал  | Не участвовал  | Не участвовал  |
| 2019/20                                                                                  | Лейкерс    | 48               | 3                | 20,5             | 41,8             | 32,8             | 65,9             | 3,0              | 5,0              | 0,8              | 0,0              | 7,1              | 16             | 0              | 24,7           | 45,5           | 40,0           | 68,4           | 4,3            | 6,6            | 1,4            | 0,1            | 8,9            |
| 2020/21                                                                                  | Атланта    | 27               | 2                | 14,9             | 40,0             | 37,8             | 50,0             | 2,0              | 3,5              | 0,7              | 0,1              | 3,9              | Не участвовал  | Не участвовал  | Не участвовал  | Не участвовал  | Не участвовал  | Не участвовал  | Не участвовал  | Не участвовал  | Не участвовал  | Не участвовал  | Не участвовал  |
| 2020/21                                                                                  | Клипперс   | 18               | 1                | 20,4             | 48,6             | 43,2             | 100,0            | 3,1              | 5,8              | 1,0              | 0,1              | 7,6              | 13             | 0              | 16,9           | 34,0           | 39,3           | 66,7           | 2,6            | 3,8            | 0,4            | 0,2            | 4,2            |
| 2021/22                                                                                  | Лейкерс    | 18               | 0                | 16,1             | 32,4             | 26,7             | 50,0             | 2,7              | 3,7              | 0,7              | 0,3              | 3,1              | Не участвовал  | Не участвовал  | Не участвовал  | Не участвовал  | Не участвовал  | Не участвовал  | Не участвовал  | Не участвовал  | Не участвовал  | Не участвовал  | Не участвовал  |
| 2021/22                                                                                  | Кливленд   | 21               | 1                | 19,5             | 42,9             | 39,7             | 75,0             | 2,8              | 4,9              | 0,9              | 0,0              | 6,2              | Не участвовал  | Не участвовал  | Не участвовал  | Не участвовал  | Не участвовал  | Не участвовал  | Не участвовал  | Не участвовал  | Не участвовал  | Не участвовал  | Не участвовал  |
|                                                                                          | Всего      | 957              | 733              | 29,9             | 45,6             | 32,4             | 61,1             | 4,5              | 7,9              | 1,6              | 0,1              | 9,8              | 134            | 105            | 34,0           | 44,0           | 33,0           | 64,9           | 5,6            | 8,5            | 1,7            | 0,2            | 12,5           |
| Наведите курсор мыши на аббревиатуры в заголовке таблицы, чтобы прочесть их расшифровку. |            |                  |                  |                  |                  |                  |                  |                  |                  |                  |                  |                  |                |                |                |                |                |                |                |                |                |                |                |

### Статистика в NCAA
| Сезон | Команда  | Conf  | Class | GP | GS | MPG  | FG%  | 3P%  | FT%  | RPG | APG | SPG | BPG | PPG  |
| --- | -------- | ----- | ----- | -- | -- | ---- | ---- | ---- | ---- | --- | --- | --- | --- | ---- |
| 2004/05 | Кентукки | SEC   | FR    | 34 | 34 | 25,1 | 51,0 | 30,3 | 58,3 | 2,9 | 3,5 | 2,6 | 0,2 | 8,1  |
| 2005/06 | Кентукки | SEC   | SO    | 34 | 28 | 31,0 | 48,2 | 27,3 | 57,1 | 6,1 | 4,9 | 2,0 | 0,1 | 11,2 |
| Всего | Всего    | Всего | Всего | 68 | 62 | 28,1 | 49,3 | 28,3 | 57,7 | 4,5 | 4,2 | 2,3 | 0,2 | 9,6  |
| Наведите курсор мыши на аббревиатуры в заголовке таблицы, чтобы прочесть их расшифровку Статистика приведена с сайта sports-reference.com |          |       |       |    |    |      |      |      |      |     |     |     |     |      |